# Nederlandse Wandelsport Bond

Markering NWB-paden

De Nederlandse Wandelsport Bond (NWB), opgericht in augustus 1940, was een van de grootste landelijke wandelsportorganisaties. De NWB overkoepelt acht regionale - zelfstandige - bonden met in totaal bijna 30.000 leden. Alle seniorleden ontvangen zes keer per jaar het bondsblad 'NWB-Wandelen' met daarin onder meer een per periode opgenomen overzicht uit het NWB-wandelprogramma. Enkele regionale bonden geven daarnaast nog een eigen periodiek uit.
De NWB is lid van de stichting Wandelnet, enkele van haar wandelingen zijn daar als LAW uitgegeven.
Ook organiseert de NWB, net als de KNBLO-NL, jaarlijks avondvierdaagsen in plaatsen door heel Nederland.
Per 1 januari 2015 is de NWB met de KNBLO-NL gefuseerd tot de KWBN ofwel de Koninklijke Wandel Bond Nederland. Hiermee is een van de laatste versplintering of verzuiling in de Nederlandse sportwereld opgeheven. Met 100.000 leden vormt de KWBN een grote sportbond binnen de NOC-NSF.
Wandelroutes van de NWB:
- Veluweweg: Harderwijk - Deventer 58 km
- IJsselweg: Deventer - Dieren 58 km
- 't Jagerspad: Apeldoorn - Hoenderloo - Loenen - Apeldoorn 60 km
- Jac. Gazenbeekweg: Harderwijk - Arnhem 65 km
- Zuid-Limburgroute: Meerssen - Heerlen 73 km
- Walcherenroute: Vlissingen - Middelburg 70 km
- Duinweg: Castricum - Bergen aan Zee - Schoorl - Castricum 72 km
- Rondom de Dom: Zeist - Nieuwegein - Breukelen - Zeist 128 km
- Stichtse Dorpenpad: Driebergen - Rhenen 50 km
- De Omringdijk: Alkmaar - Schagen - Enkhuizen 58 km
- Tielerwaard: Tiel - Gorinchem - Leerdam - Tiel 120 km

Wandelroutes uitgebracht als LAW
- Marskramerpad 1: Oldenzaal - Deventer 95 km (waarin opgenomen de Hanzeweg)
- Marskramerpad 2: Deventer - Amersfoort 100 km
- Marskramerpad 3: Amersfoort - Den Haag 128 km
- Graafschapspad: Zutphen - Borculo - Doetinchem - Zutphen 116 km
- Visserspad (opgegaan in het Hollands Kustpad)
- Lingepad: Beek-Ubbergen - Leerdam

Per 01 januari 2015 is de NWB gefuseerd met KNBLO-NL en heet het Koninklijke Wandel Bond Nederland.